# Isòtops del molibdè
El molibdè (Mo) natural té set isòtops el 92Mo, el 94Mo, el 95Mo, el 96Mo, el 97Mo, el 98Mo i el 100Mo, dels quals cinc són estables, el 94Mo, el 95Mo, el 96Mo, el 97Mo i el 98Mo. El molibdè presenta 35 isòtops que varien en massa atòmica de 83 a 117 i quatre isòmers nuclears. Tots els isòtops inestables del molibdè es desintegren en isòtops de niobi, tecneci i ruteni.
El molibdè 92 i el molibdè 100 són els dos únics isòtops naturals que no són estables. El 100Mo té un període de semidesintegració d'aproximadament 1×1019 anys i es desintegra per doble emissió beta en ruteni 100. El Molibdè 98 és l'isòtop més comú, suposant el 24,14% de tot el molibdè de la Terra. Els isòtops del molibdè amb nombres màssics del 111 a 117 tenen un període de semidesintegració d'aproximadament 15 μs.
El molibdè 99 es produeix comercialment per intens bombardeig de neutrons de l'urani 235 altament purificat, seguit ràpidament per extracció. S'usa com a radioisòtop per produir el tecneci 99m usat en procediments mèdics.

Massa atòmica estàndard: 95.94(2) u

## Taula
| Símbol del núclid | Z(p)                | N(n)                | massa isotòpica(u)  | període de semidesintegració | Espín nuclear | composició isotòpics representativa (fracció molar) | rang de variació natural (fracció molar) |
| Símbol del núclid | energia d'excitació | energia d'excitació | energia d'excitació | període de semidesintegració | Espín nuclear | composició isotòpics representativa (fracció molar) | rang de variació natural (fracció molar) |
| ----------------- | ------------------- | ------------------- | ------------------- | ---------------------------- | ------------- | --------------------------------------------------- | ---------------------------------------- |
| 83Mo              | 42                  | 41                  | 82.94874(54)#       | 23(19) ms [6(+30-3) ms]      | 3/2-#         |                                                     |                                          |
| 84Mo              | 42                  | 42                  | 83.94009(43)#       | 3.8(9) ms [3.7(+10-8) s]     | 0+            |                                                     |                                          |
| 85Mo              | 42                  | 43                  | 84.93655(30)#       | 3.2(2) s                     | (1/2-)#       |                                                     |                                          |
| 86Mo              | 42                  | 44                  | 85.93070(47)        | 19.6(11) s                   | 0+            |                                                     |                                          |
| 87Mo              | 42                  | 45                  | 86.92733(24)        | 14.05(23) s                  | 7/2+#         |                                                     |                                          |
| 88Mo              | 42                  | 46                  | 87.921953(22)       | 8.0(2) min                   | 0+            |                                                     |                                          |
| 89Mo              | 42                  | 47                  | 88.919480(17)       | 2.11(10) min                 | (9/2+)        |                                                     |                                          |
| 89mMo             | 387.5(2) keV        | 387.5(2) keV        | 387.5(2) keV        | 190(15) ms                   | (1/2-)        |                                                     |                                          |
| 90Mo              | 42                  | 48                  | 89.913937(7)        | 5.56(9) h                    | 0+            |                                                     |                                          |
| 90mMo             | 2874.73(15) keV     | 2874.73(15) keV     | 2874.73(15) keV     | 1.12(5) µs                   | 8+#           |                                                     |                                          |
| 91Mo              | 42                  | 49                  | 90.911750(12)       | 15.49(1) min                 | 9/2+          |                                                     |                                          |
| 91mMo             | 653.01(9) keV       | 653.01(9) keV       | 653.01(9) keV       | 64.6(6) s                    | 1/2-          |                                                     |                                          |
| 92Mo              | 42                  | 50                  | 91.906811(4)        | ESTABLE [>190E+18 a]         | 0+            | 0.1477(31)                                          |                                          |
| 92mMo             | 2760.46(16) keV     | 2760.46(16) keV     | 2760.46(16) keV     | 190(3) ns                    | 8+            |                                                     |                                          |
| 93Mo              | 42                  | 51                  | 92.906813(4)        | 4.0(8)E+3 a                  | 5/2+          |                                                     |                                          |
| 93mMo             | 2424.89(3) keV      | 2424.89(3) keV      | 2424.89(3) keV      | 6.85(7) h                    | 21/2+         |                                                     |                                          |
| 94Mo              | 42                  | 52                  | 93.9050883(21)      | ESTABLE                      | 0+            | 0.0923(10)                                          |                                          |
| 95Mo              | 42                  | 53                  | 94.9058421(21)      | ESTABLE                      | 5/2+          | 0.1590(9)                                           |                                          |
| 96Mo              | 42                  | 54                  | 95.9046795(21)      | ESTABLE                      | 0+            | 0.1668(1)                                           |                                          |
| 97Mo              | 42                  | 55                  | 96.9060215(21)      | ESTABLE                      | 5/2+          | 0.0956(5)                                           |                                          |
| 98Mo              | 42                  | 56                  | 97.9054082(21)      | ESTABLE (TDB) [>100E+12 a]   | 0+            | 0.2419(26)                                          |                                          |
| 99Mo              | 42                  | 57                  | 98.9077119(21)      | 2.7489(6) d                  | 1/2+          |                                                     |                                          |
| 99m1Mo            | 97.785(3) keV       | 97.785(3) keV       | 97.785(3) keV       | 15.5(2) µs                   | 5/2+          |                                                     |                                          |
| 99m2Mo            | 684.5(4) keV        | 684.5(4) keV        | 684.5(4) keV        | 0.76(6) µs                   | 11/2-         |                                                     |                                          |
| 100Mo             | 42                  | 58                  | 99.907477(6)        | 8.5(5)E+18 a                 | 0+            | 0.0967(20)                                          |                                          |
| 101Mo             | 42                  | 59                  | 100.910347(6)       | 14.61(3) min                 | 1/2+          |                                                     |                                          |
| 102Mo             | 42                  | 60                  | 101.910297(22)      | 11.3(2) min                  | 0+            |                                                     |                                          |
| 103Mo             | 42                  | 61                  | 102.91321(7)        | 67.5(15) s                   | (3/2+)        |                                                     |                                          |
| 104Mo             | 42                  | 62                  | 103.91376(6)        | 60(2) s                      | 0+            |                                                     |                                          |
| 105Mo             | 42                  | 63                  | 104.91697(8)        | 35.6(16) s                   | (5/2-)        |                                                     |                                          |
| 106Mo             | 42                  | 64                  | 105.918137(19)      | 8.73(12) s                   | 0+            |                                                     |                                          |
| 107Mo             | 42                  | 65                  | 106.92169(17)       | 3.5(5) s                     | (7/2-)        |                                                     |                                          |
| 107mMo            | 66.3(2) keV         | 66.3(2) keV         | 66.3(2) keV         | 470(30) ns                   | (5/2-)        |                                                     |                                          |
| 108Mo             | 42                  | 66                  | 107.92345(21)#      | 1.09(2) s                    | 0+            |                                                     |                                          |
| 109Mo             | 42                  | 67                  | 108.92781(32)#      | 0.53(6) s                    | (7/2-)#       |                                                     |                                          |
| 110Mo             | 42                  | 68                  | 109.92973(43)#      | 0.27(1) s                    | 0+            |                                                     |                                          |
| 111Mo             | 42                  | 69                  | 110.93441(43)#      | 200# ms [>300 ns]            |               |                                                     |                                          |
| 112Mo             | 42                  | 70                  | 111.93684(64)#      | 150# ms [>300 ns]            | 0+            |                                                     |                                          |
| 113Mo             | 42                  | 71                  | 112.94188(64)#      | 100# ms [>300 ns]            |               |                                                     |                                          |
| 114Mo             | 42                  | 72                  | 113.94492(75)#      | 80# ms [>300 ns]             | 0+            |                                                     |                                          |
| 115Mo             | 42                  | 73                  | 114.95029(86)#      | 60# ms [>300 ns]             |               |                                                     |                                          |